# 愛倫坡暗影
愛倫坡暗影（The Poe Shadow）是美国作家馬修·珀爾出版的第二部小說。本書亦有登上紐約時報的暢銷書籍排行榜。

## 劇情簡介
時間是1850年代初，文人艾德格·坡死於不明的狀態，他的書迷巴爾的摩律師昆汀·克拉克對於這個情景感到懷疑，因此決心查出坡死前的真實情況，為他洗清汙名。
在他焦頭爛額的時候，得知坡筆下的神探C·歐古斯特·杜邦可能存在於世，於是他將破解迷的希望寄託於杜邦身上；而他也找到了他認為是杜邦的人物，並且在他的幫助下開始了尋找愛倫坡之死的真相的任務，最後終於找出了一個令他滿意的答案。

## 人物介紹
昆汀·霍布森·克拉克
巴爾的摩的年輕律師，家境頗有閒錢，艾德格·坡的書迷，不顧親友的反對去調查坡的死因。
海蒂·布隆姆
克拉克的青梅竹馬，也是他的未婚妻。
彼得·史都華
克拉克的好友及所屬律師事務所經營者，二人情同親兄弟，兒時受克拉克家接濟過，非常崇拜克拉克的父親。
反對克拉克去尋找坡死亡的真相。
歐古斯特·杜龐
法國人，曾幫助過法國警方破案多次的推理大師，原本已經過著與世無爭的生活。克拉克視之為坡筆下的人物C·歐古斯特·杜邦的設計原型，克拉克為了破解坡的死亡之迷因而找他幫忙。
克勞德·杜邦
法國的律師，擁有男爵爵位，以幫不論身分高低的被告解套為名。宣稱自己才是坡筆下的杜邦之本尊，對克拉克等人下戰帖。擁有高超的化妝技術。
日安
女賊，男爵的妻子，幫助男爵執行各種任務。

### 出場的歷史真實人物
艾格德·坡
在本書的時間軸還只是個未受重視的作家，死於不明的情況。並被各家報社以混亂的方式報導其死因。由於被約翰·愛倫私下收養，因此亦有使用『愛倫·坡』這個雙姓。在其死後成為名聞後世的知名作家。
尼爾森·坡
艾格德·坡的堂兄弟，也是少數參加他的喪禮的成員之一。
亨利·赫林
坡的姻親，參加他的喪禮的成員之一。
史納葛萊斯醫生
坡生前發行雜誌時的同事，支持戒酒的醫生。參加他的喪禮的成員之一。
Z·柯林斯·李
坡在西點軍校的同窗，參加他的喪禮的成員之一。

## 關於愛倫坡之死
愛倫坡的死因在當時的各家報社的報導混亂而不一致，後人也對此有諸多研究和理論，在本書中作者亦藉由角色提出了他經由研究所得的結論。本書引用諸多關於愛倫坡之死的史實紀錄，並將之化為故事的背景，也讓坡生前的親友等真實人物以配角的方式出現在作品之中。